# مانول سانچز
مانول سانچز (مانولو) (به اسپانیایی: Manuel Sánchez (Manolo)) بازیکن فوتبال اهل اسپانیا است که از سال ۱۹۸۸ تا ۱۹۹۲ میلادی عضو تیم ملی فوتبال اسپانیا بوده و در ۲۸ بازی ملی حضور داشته‌است. او در بازی‌های ملی‌اش ۹ گل به ثمر رساند.